# 謝廷芝
謝廷芝（？—？），字子如，四川敘州府富順縣人，民籍，明朝政治人物。

## 生平
嘉靖元年（1522年）壬午科四川鄉試舉人，五年（1526年）丙戌科二甲第四十七名進士。授刑部主事，升郎中，以母張氏高年在堂為念，未四十歲即致仕歸。

## 家族
曾祖謝正立，七品散官；祖父謝胤；父謝充，貢士贈刑部主事。母張氏（封安人）。慈侍下。弟謝廷𦶜，嘉靖十一年進士。